# Wesmaelius longifrons
Wesmaelius longifrons is een insect uit de familie van de bruine gaasvliegen (Hemerobiidae), die tot de orde netvleugeligen (Neuroptera) behoort. 
Wesmaelius longifrons is voor het eerst wetenschappelijk beschreven door Walker in 1853.